# Мурадов Нуритдін Мурадович
Нуритдін Мурадович Мурадов (1915, місто Коканд, тепер Узбекистан — 16 серпня 1974, місто Ташкент, тепер Узбекистан) — радянський узбецький діяч, перший секретар Сурхандар'їнського обкому КП Узбекистану. Депутат Верховної ради Узбецької РСР 4—6-го скликань. Депутат Верховної ради СРСР 7—9-го скликань. Герой Соціалістичної Праці (11.01.1957)

## Життєпис
У 1933 році закінчив Середньоазіатський планово-економічний інститут.
У 1933—1951 роках — голова Папської районної планової комісії; економіст і керівник групи Державної планової комісії при Раді народних комісарів Узбецької РСР; начальник відділу Народного комісаріату торгівлі Узбецької РСР; заступник голови обласної спілки споживчих товариств; голова Наманганської обласної планової комісії; заступник голови виконавчого комітету Наманганської обласної ради депутатів трудящих.
Член ВКП(б) з 1946 року.
У 1951—1957 роках — 1-й секретар Наманганського районного комітету КП Узбекистану Наманганської області.
У 1957 — січні 1960 року — голова виконавчого комітету Наманганської обласної ради депутатів трудящих.
У січні 1960 — квітні 1965 року — голова виконавчого комітету Хорезмської обласної ради депутатів трудящих.
У квітні 1965 — 16 серпня 1974 року — 1-й секретар Сурхандар'їнського обласного комітету КП Узбекистану.
Помер 16 серпня 1974 року після важкої тривалої хвороби. Похований 17 серпня 1974 року на цвинтарі Чигатай в Ташкенті.

## Нагороди
- Герой Соціалістичної Праці (11.01.1957)
- два ордени Леніна (11.01.1957, 10.12.1973)
- орден Жовтневої Революції (27.08.1971)
- орден Трудового Червоного Прапора (1.03.1965)
- орден «Знак Пошани» (16.01.1950)
- медаль «За трудову доблесть» (23.01.1946)
- медалі